# Awtomobilist Jekaterinburg
Awtomobilist Jekaterinburg (russisch Автомобилист Екатеринбург) ist ein 2006 gegründeter russischer Eishockeyklub aus Jekaterinburg. Das Team, das als inoffizieller Nachfolger des 2007 aufgelösten Klubs Dinamo-Energija Jekaterinburg gilt, trägt seine Heimspiele im 5.500 Zuschauer fassenden KRK Uralez aus. Seit 2009 spielt die Mannschaft in der Kontinentalen Hockey-Liga.

## Geschichte

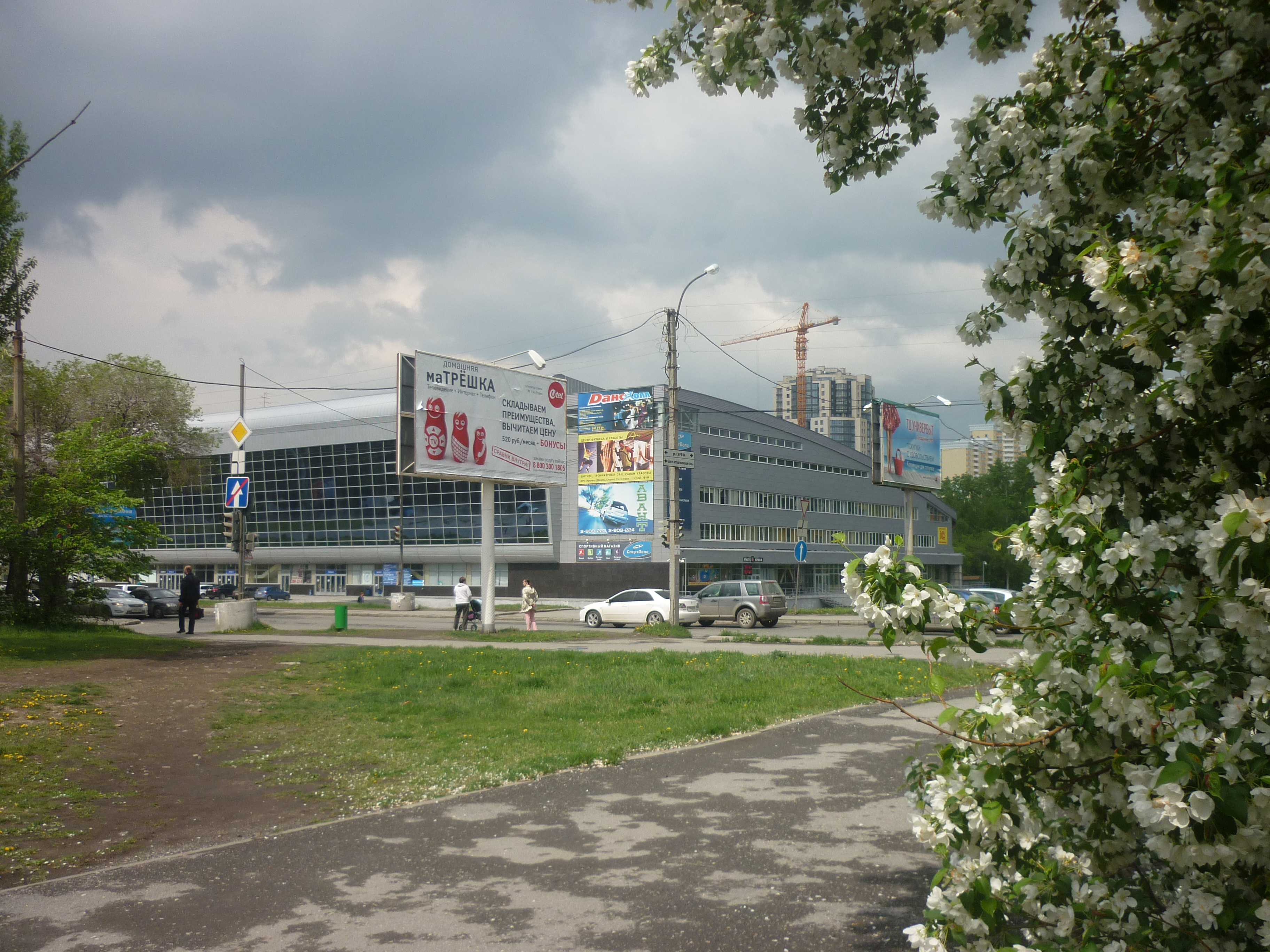
Sportpalast Jekaterinburg

Awtomobilist Jekaterinburg nahm zur Saison 2006/07 den Spielbetrieb in der Wysschaja Liga auf. Bereits in der Saison 2007/08 gehörte die Mannschaft, die nach der Auflösung von Dinamo-Energija einziger Vertreter aus Jekaterinburg war, zu den Top-Teams der Liga und gehörte – neben Barys Astana – zu den zwei Mannschaften, die aus der Wysschaja Liga in die neu gegründete Kontinentale Hockey-Liga aufgenommen wurden.
Aufgrund finanzieller Probleme musste der Klub jedoch im Juli 2008 auf eine Teilnahme verzichten, woraufhin er durch Chimik Woskressensk, denen man im Playoff-Finale der Saison 2007/08 unterlegen gewesen war, ersetzt wurde. Awtomobilist verblieb daher in der Wysschaja Liga. Dort erreichte das Team in der Hauptrunde den ersten Platz der Ost-Gruppe, scheiterte aber bereits im Playoff-Viertelfinale am MHK Krylja Sowetow Moskau. Dennoch wurde im Verlauf der Spielzeit eine neue Finanzierung für die KHL aufgestellt.
Da Woskressensk selbst in finanzielle Schieflage geraten war und aus der Liga ausgeschlossen wurde, nahm Awtomobilist Jekaterinburg zur Spielzeit 2009/10 den freien Platz in der KHL wieder ein.
Ab der Saison 2023/24 wird Awtomobilist seine Heimspiele in der seit 2019 im Bau befindlichen UGMK Arena austragen.

## Trainer
- Leonid Kissilew (Juli – Nov. 2006)
- Witali Krajew (Nov. 2006 – Feb. 2007)
- Michail Malko (Feb. – Juni 2007)
- Sergei Schepelew (Juni 2007 – Jan. 2008)
- Mischat Fachrutdinow (Jan. 2008 – Mai 2009)
- Marek Sýkora (Mai 2009 – April 2010)
- Jewgeni Popichin (April – Okt. 2010)
- Jewgeni Muchin (Oktober 2010 – Mai 2011)
- Ilja Bjakin (Mai 2011 – November 2011)
- Andrei Martemjanow (November 2011 – Mai 2012)
- Andrei Schajanow (2012)
- Igor Ulanow (Okt. 2012 – März 2013)
- Anatoli Jemelin (März 2013 – April 2015)
- Andrei Rasin (April 2015 – Oktober 2016)
- Wladimir Krikunow (seit Oktober 2016)